# Стефан Пермский
Стефа́н Пе́рмский (коми Перымса Степан, мирское имя неизвестно; 1340 или 1340-е, Устюг — 26 апреля 1396, Москва) — епископ Русской православной церкви. Проповедовал христианство в землях коми, создал для них алфавит и перевёл на их язык основные церковные сочинения. В 1383 году был поставлен первым епископом образованной в результате его миссионерской деятельности Пермской епархии. Почитается Русской православной церковью в лике святителей, память 26 апреля (9 мая).

## Жизнеописание и предания

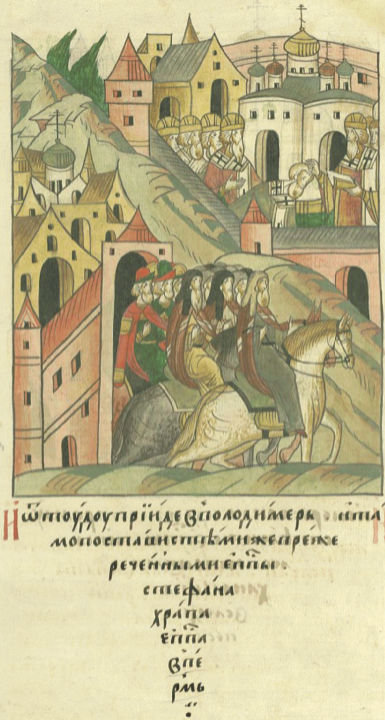
Митрополит Пимен приезжает во Владимир и посвящает Стефана Храпа в епископы пермские. Миниатюра из Лицевого летописного свода

Родился в 1340-х годах в городе Устюге Ростовского княжества, ныне город Великий Устюг. Его отец Симеон по прозванию Храп был церковнослужителем городского Успенского собора, скорее всего русский, а мать Мария — дочерью местного кузнеца Ивана Секирина. Рождение Стефана предсказал праведный Прокопий Устюжский, который однажды поклонился трёхлетней девочке Марии (будущей матери святого) со словами: «вот идет мать великого Стефана, епископа и учителя Пермского».
Помогая отцу во время богослужения, Стефан выучился церковному пению и уставу. Рано обучившись чтению, Стефан прочёл все книги, которые смог найти в Устюге. Вероятно, в это же время он выучил не только великопермский язык зырян, но и близкий к удмуртскому языку язык пермян (тогдашнее название коми-пермяков).
Стремясь к продолжению образования, Стефан переселился в Ростов и принял постриг в монастыре Григория Богослова, который славился своей библиотекой. Это было время интеллектуального подъёма Руси и подвижнической деятельности представителей монашеского движения, в том числе Сергия Радонежского, который в будущем признал значение свершений Стефана.
В 1364 году великий князь Дмитрий Иванович Донской «взверже гнев» на ростовского князя Константина и отнял у него Ростов и Устюг и «пермские месты устюгские». Мысль молодого аскета послужить миссионерскими трудами для великопермского народа, вероятно, соответствовала политике Москвы.
Чтобы пользоваться в оригинале Священным Писанием и творениями Отцов Церкви, Стефан изучил греческий язык. Затем он приступил к переводу на великопермский язык богослужения православной церкви, переводя с греческого даже те понятия, которые оставались без перевода в славянских языках. Для составления великопермской (зырянской) азбуки Стефан воспользовался буквами греческого, славянского и древнетюркского алфавитов.

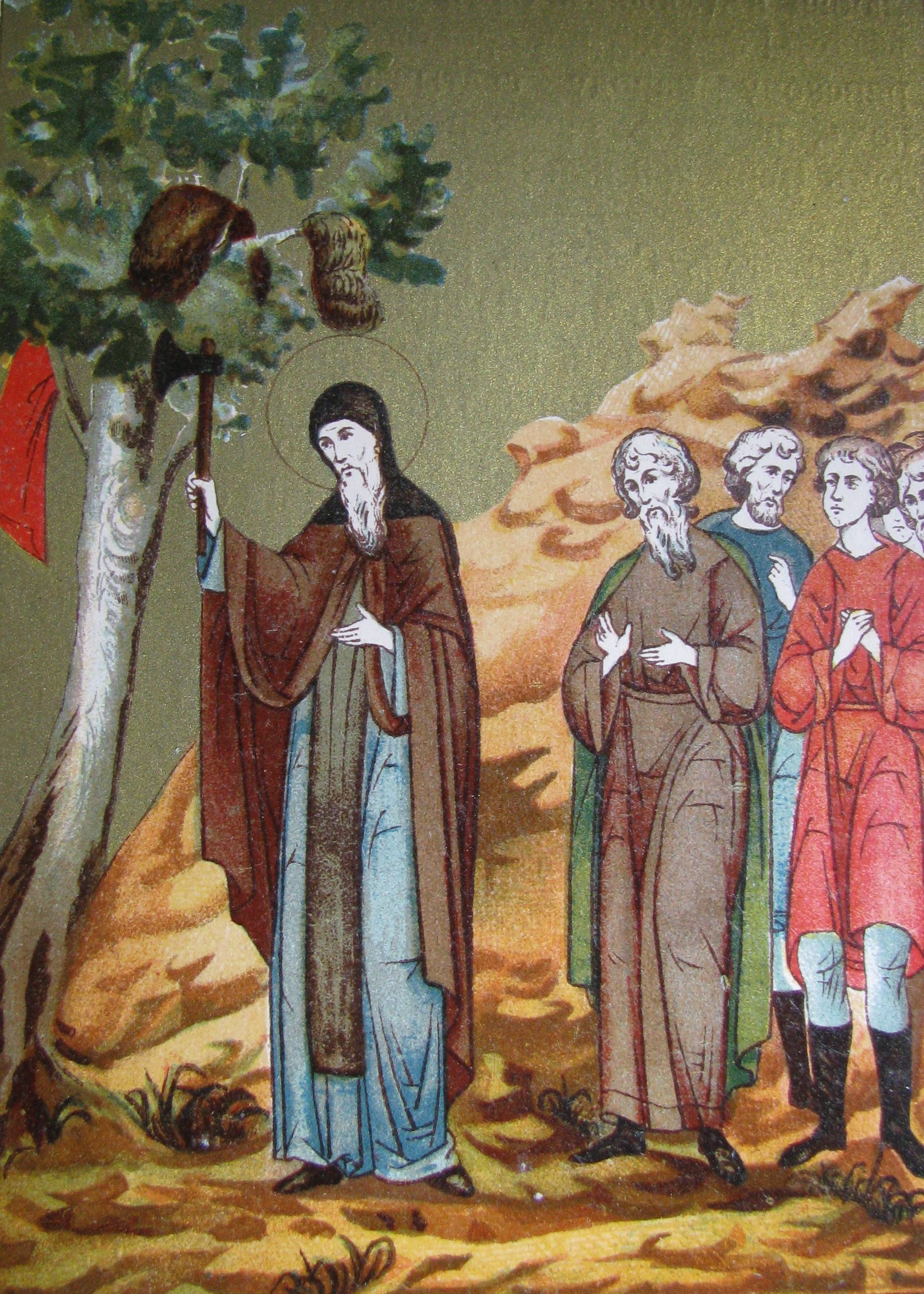
Стефан Пермский срубает «прокудливую» берёзу

Вскоре после смерти митрополита Алексия Стефан отправился в Москву, где получил поддержку наместника кафедры митрополита Руси Михаила (Митяя) и был поставлен в пресвитеры епископом Герасимом Коломенским. В 1379 году, около 40 лет от роду, получив благословение епископа Герасима, иеромонах Стефан возглавил миссионерский поход в пермские земли и уже не вернулся в Ростов Великий, жители которого по настоящее время чтут его наряду со святителями ростовскими. От великого князя Стефану была дана охранная грамота.
Заручившись поддержкой устюжан, Стефан достиг местечка Пырас (современный Котлас) при впадении в Северную Двину реки Вычегды и начал проповедовать христианское учение. Затем Стефан перенёс свою деятельность к пермскому селению Йемдын (современная Усть-Вымь), где находилось крупнейшее языческое святилище. После его разрушения здесь была сооружена первая в крае церковь, а позже — владычный городок с Михайло-Архангельским монастырём.
Житие сообщает о споре Стефана с Памом-сотником, называемым «знаменитый кудесник, волхвам начальник, знахарям старейшина». Пам агитировал зырян: «Не слушайте Стефана, который пришёл от Москвы. А от Москвы может ли добро прийти? Не оттуда ли к нам тягости приходят, дани тяжкие и насилие, тиуны, и доводчики, и приставы?» После долгого словесного диспута разрешить спор об истинности веры было решено через два испытания: Стефан и Пам, взявшись за руки, должны были пройти через горящую избу и подо льдом реки Вычегды (спуститься через одну прорубь, а подняться через другую). Пам, несмотря на принуждение Стефана пройти испытание, отказался. Народ в негодовании отдал его Стефану со словами: «Возьми его и казни, потому что он подлежит казни и по нашему старому обычаю должен умереть», но Стефан отпустил Пама.

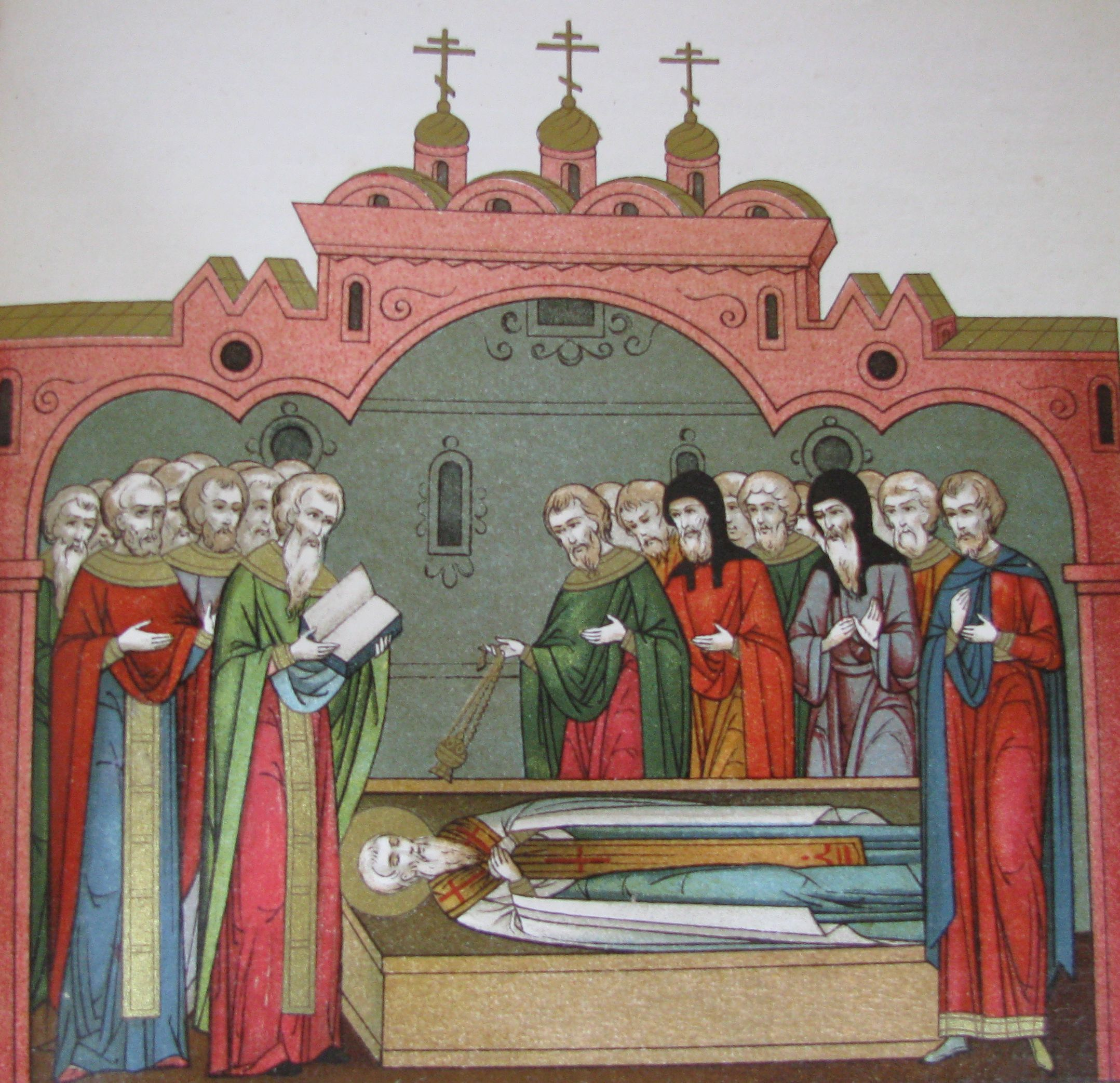
Смерть и погребение святителя Стефана

Стефан был ещё несколько раз в Москве и в 1383 году митрополитом Пименом поставлен был первым епископом новой Пермской епархии. В своей епархии он с размахом приступил к храмостроительству на средства, отпускаемые из Москвы («жалованием князя великого Дмитрия Ивановича и бояр его почал строити святые церкви и монастыри»), и ревностно уничтожал все культовые памятники язычества («кумирници пермскии поганые, истуканные, изваянные, издолбленные боги их в конец сокрушил, раскопал, огнём пожегл, топором посекл, сокрушал обухом, испепелил без остатку…»).
Весной 1396 года епископ Стефан по делам своей епархии приехал в Москву к митрополиту Киприану и остановился в Спасо-Преображенском монастыре Кремля. Он занемог. 26 апреля 1396 года скончался и был похоронен в монастырском соборе Спаса на Бору, у северной стены, в углу храма.
О факте местного почитания Стефана свидетельствует написание в 1472 году Пахомием Сербом текста службы святителю Стефану:91. Для общецерковного почитания Стефан Пермский был канонизирован на Макарьевском соборе в 1549 году. До нашествия поляков в 1610 году его мощи, по преданию, хранились открытыми, а затем были скрыты под спудом и не были «отпущены» в Пермь, несмотря на неоднократные просьбы жителей Перми.
Рядом с гробницей находился и епископский посох Стефана, который в 1612 году гетман Ходкевич вывез в Литву и передал в Супрасльский монастырь. В 1849 году Святейший синод указал передать посох в Пермь, где он хранился в кафедральном соборе. Посох представляет собой палку из лиственницы длиной около 1,5 м, украшенную пластинками с резьбой по кости (по́зднее добавление).:86—87 В 1918 году посох передан в Пермский краеведческий музей, где и поныне хранится.
Позднейшие попытки повторного обретения мощей Стефана Пермского оказались безрезультатными. При реставрации церкви Спаса на Бору в XIX веке один из её приделов был освящён во имя Стефана Пермского. 1 мая 1933 года церковь Спаса на Бору была снесена. Мощи святого Стефана следует считать утраченными, за исключением тех частиц, которые были изъяты до польского нашествия и сохранились в других храмах.
Осенью 1997 года во время строительных работ во дворе Большого Кремлёвского дворца археологи обнаружили в земле часть фундамента западной стены собора Спаса на Бору. Рядом были найдены два повреждённых захоронения XIV века, принадлежащих кладбищу Спасо-Преображенского монастыря. Кроме этого, было обнаружено компактное захоронение разрозненных останков около 20 человек, предположительно перезахороненных в 1930-х годах при прокладке коллектора на месте древнего монастырского кладбища. Останки подверглись длительному археологическому и историческому исследованию, а затем были перезахоронены. Историческое исследование легло в основу книги «Святитель Стефан, епископ Пермский и история некрополя Спасо-Преображенского собора Московского Кремля».
Предания о Стефане Пермском начали появляться с XV века, часто не соответствуя его житию. Предания можно разделить на две группы: церковные и народные. К созданию первых был причастен сам Епифаний Премудрый, описавший в «Житии Сергия Радонежского» молитвенное общение на расстоянии маковицкого подвижника со Стефаном. К этому же типу следует отнести «историю построения Усть-Вымского городка» в Вымско-Вычегодской летописи, а также известную[кому?] историю с уничтожением «прокудливой берёзы». Народные предания включают в себя сюжеты о борьбе Стефана (Степана) с тунами (колдунами), рассказы о плавании его на камне, истории о наказании (награждении) жителей отдельных сёл и животных определённых видов. Если церковные предания могут иметь под собой историческую предоснову, то народные, безусловно, являются частью устного творчества. В сфере почитания святого эти два типа преданий вполне могут смыкаться, в том числе и сегодня. Так, в селении Эжолты на левом берегу реки Вычегды почитается каменный «плот», на котором якобы плавал Стефан Пермский.

## Исторические заслуги

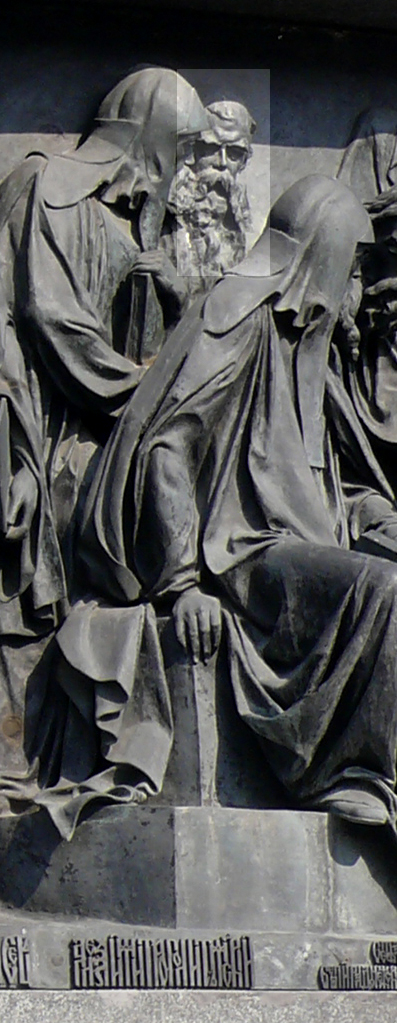
Стефан Пермский на Памятнике «1000-летие России» в Великом Новгороде

Стефан Пермский считается первым русским продолжателем христианской апостольской просветительской традиции во всем её объёме. В результате его деятельности Московская Русь стала полиэтнической христианской страной, включающей в себя разные полноправные (в религиозном плане) народы. (Новгородская республика стала «полиэтнической христианской страной» на многие века раньше — весь, сету, ижора, водь приняли крещение практически одновременно со славянами и русью при равноапостольном Владимире, а крещение карел датируется 1227 годом). Деятельность Стефана Пермского способствовала включению пермских земель в состав Великого княжества Московского. Стефан первым обозначил и обосновал движение русской цивилизации на восток, предопределив превращение Московской Руси в Великую Россию. Стефан Пермский был фактически признан святым уже при жизни. Его житие составлено Епифанием Премудрым, лично знавшим Стефана. Стефан был похоронен в Кремле среди младших членов великокняжеской семьи. В ознаменование его заслуг перед Россией, святой Стефан изображён на памятнике «Тысячелетие России» в Новгороде (1862). Скульптурное изображение Стефана также помещено на восточном фасаде храма Христа Спасителя в Москве. Из сочинений святителя Стефана Пермского сохранилось его «Списание» («Поучение»), направленное против стригольников, известное также близкое к ним учение антитринитариев (которое возникло в Ростовской земле в 80х годах в противовес распространяемому на Руси Сергием Радонежским и Стефаном Пермским особому почитанию Святой Живоначальной Троицы). Помимо наиболее подробной и концептуальной характеристики этой ереси, автор проявляет человечность к её основателям, предлагая не казнить их (что собственно и сделали новгородцы со стригольниками), а изгонять из города.

### Древнепермское письмо и стефановские переводы

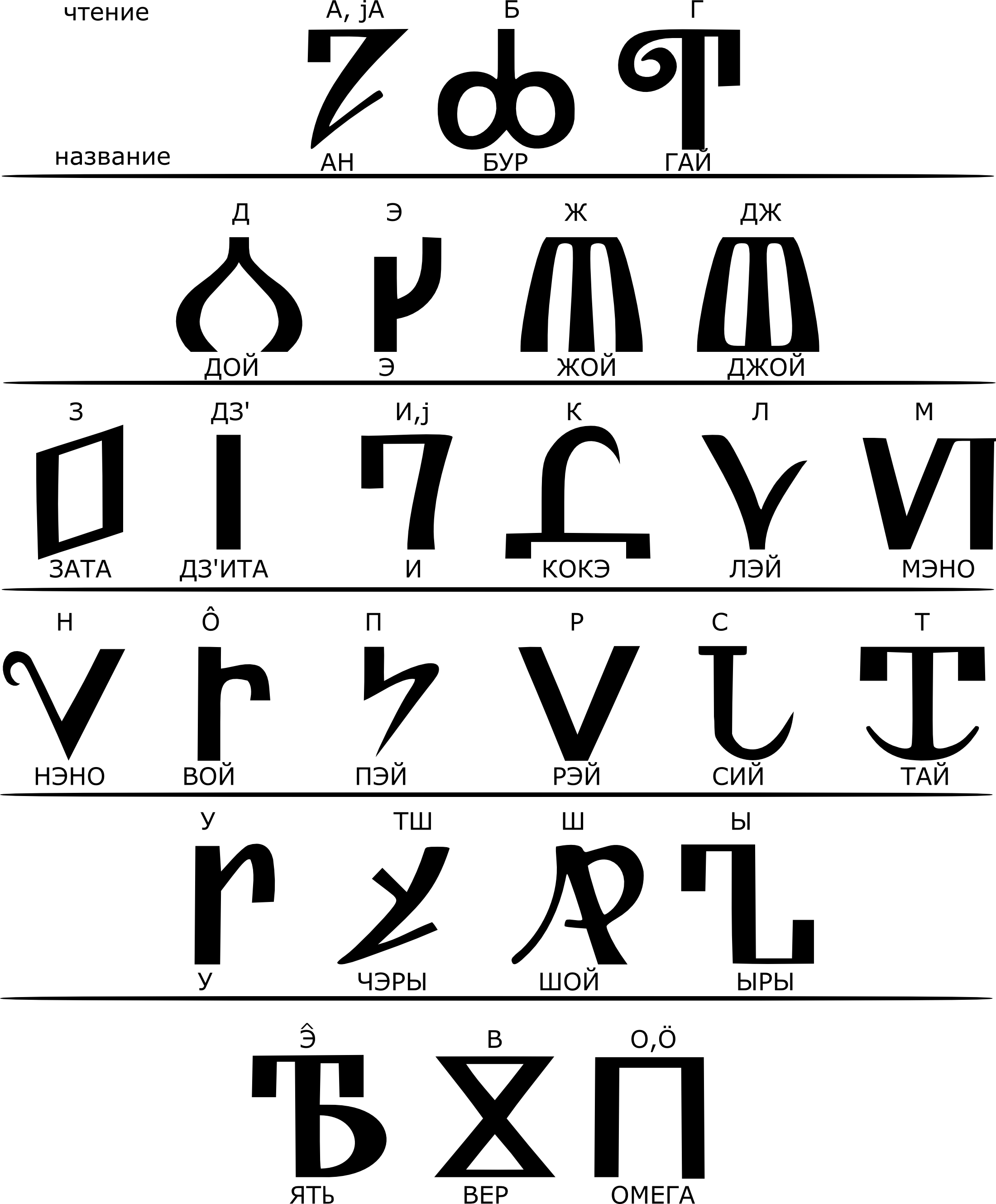
Зырянский алфавит, созданный Стефаном Пермским

Древнепермская письменность (абур, анбур, пермская / зырянская азбука; коми Важ Перым гижӧм) — письменность, использовавшаяся коми-зырянами, коми-пермяками, русскими и некоторыми другими народами на северо-востоке Европейской России. Создана Стефаном Пермским в 1372 году в районе бассейна р. Вымь, притока Вычегды на основе кириллицы, греческого алфавита и древнетюркской письменности.
Вышла из употребления в XVII веке, вытесненная кириллицей. Иногда использовалась как тайнопись для русского языка.
Книги с оригинальными переводами Стефана Пермского христианских текстов на великопермский (древнекоми) язык до нас не дошли. В XVIII веке академиком И. Лепехиным были обнаружены фрагменты переводов богослужебных текстов, восходящие к стефановским переводам, записанные кириллицей. Вместе с надписями икон, они дают представление о творческой работе, проделанной Стефаном, пытавшимся сделать великопермский язык полноценным языком христианской культуры.

### Зырянская Троица

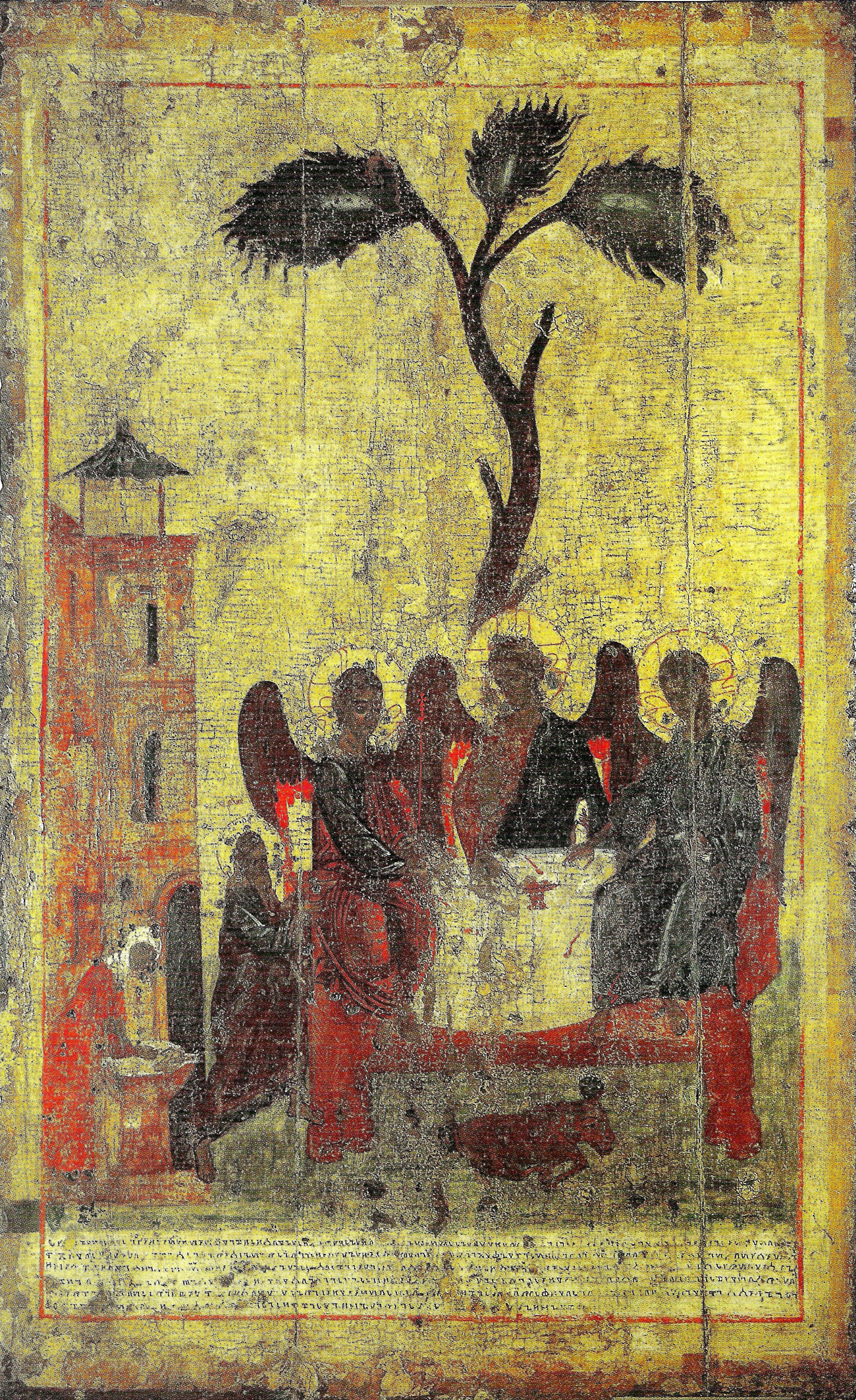
Икона «Зырянская Троица», написана, по преданию, Стефаном Пермским

«Зырянская Троица» — икона Святой Троицы последней четверти XIV века (после 1379 года), согласно преданию, написанная святителем Стефаном Пермским, имеющая древнейшую сохранившуюся надпись на древнем варианте коми-зырянского языка, сделанную стефановским (древнепермским письмом). «Зырянская Троица» была найдена вместе с иконой «Сошествие Святого Духа» (не сохранилась), также содержащей пермскую надпись. Надписи представляют переводы библейских текстов, связанных с данными сюжетами. Искусствоведы считают «Зырянскую Троицу» изводом византийской иконы. По многим формальным и концептуальным чертам она является предтечей «Троицы» Андрея Рублёва.
Авторство Стефана Пермского достоверно не установлено (сведения о нём записаны Яковом Фризом со слов сельских прихожан и относятся к концу XVIII века). В Житии святого, написанном через год после его смерти лично знавшим святителя Епифанием Премудрым, прямых указаний на то, что Стефан занимался иконописанием, нет. Однако других людей, способных в то время сделать перевод на пермский язык, не было. Стефана Пермского следует считать также автором концепции пермских икон, создание которых следует связать с образно-литургическим творчеством на Руси того времени. Святителю Стефану Пермскому приписывалось авторство нескольких икон и крестов с зырянскими надписями, часть из которых имела достоверно более позднее происхождение.

### Память
Образ святителя Стефана Пермского был увековечен на памятнике «Тысячелетие России» в Великом Новгороде.
Именем святителя Стефана Пермского названа центральная площадь столицы Республики Коми города Сыктывкара.
Кафедральный собор Сыктывкарской епархии Русской православной церкви освящён во имя Святого Стефана. 7 мая 2013 года на территории Стефановского собора установлен памятник святителю Стефану Великопермскому.
21 декабря 2009 года ранее безымянной горной вершине Приполярного Урала, расположенной в Республике Коми, присвоено наименование «гора Святителя Стефана Пермского».
Во имя Святого Стефана Пермского освящены главные престолы храмов в Котласе, Налескине Владимирской области, Великом Устюге, Верх-Юсьве, Сылве и Куеде (все три населённых пункта — Пермского края), Перми (Русская старообрядческая православная церковь), Михаило-Архангельском Усть-Вымском и Серафимовском Ыбском монастырях, Ухте, Екатеринбурге, Десногорске, Тырме Хабаровского края, Москве.